# I'm gonna be (500 miles)
I'm gonna be (500 miles) is een single in marstempo van The Proclaimers. Het is afkomstig van hun album Sunshine on Leith uit 1988. In augustus van dat jaar werd het nummer oorspronkelijk op single uitgebracht.

## Geschiedenis
Het lied is geschreven tijdens een verblijf in Aberdeen, midden 1987. De band maakte zich op voor een optreden. Craig Reid zat achter een piano en het lied vloeide binnen een uurtje uit zijn hand. Hij had wel door dat het een goed nummer was, maar dat het zou uitgroeien tot het populairste nummer van The Proclaimers had hij niet verwacht. Hij constateerde later dat de opbrengst van I'm gonna be vijf keer zo hoog was als de opbrengst van hun andere repertoire tezamen.
Het origineel kwam in een aantal hitparades terecht, maar succes in de VS en Canada en een aantal landen op het Europese continent kwam pas in 1993 toen het te horen/zien was in de film Benny & Joon.

### Hitnotering
De single werd een “langzame” hit in de UK Singles Chart. In 1988 en 1989 stond I'm gonna be elf weken in de lijst met als piek de 11e positie. In de jaren 2007 en 2008 kwam de single nog vier keer terug met in totaal veertien weken. Die hitnoteringen in 2007 en 2008 waren het gevolg van het uitbrengen van een versie gemaakt voor Comic Relief met medewerking van Peter Kay, Matt Lucas en David Walliams. Deze versie stond mede dankzij een videoclip van Peter Kaye met een Britse sterrenparade, dertien weken in de UK Singles Chart, waarvan drie weken op nummer 1, maar haalde ook het origineel weer boven. Het origineel verkocht trouwens ook redelijk goed in Australië, Nieuw-Zeeland en Ierland (nr. 14).
In Nederland werd de plaat in 1988 en in 1993 veel gedraaid op Radio 3, maar haalde vreemd genoeg niet de Nederlandse Top 40, de Nationale Hitparade Top 100 en de vanaf zondag 7 februari 1993 nieuw gestarte publieke hitlijst op Radio 3; de Mega Top 50. In september 1993 bleef de plaat steken op een 12e positie in de destijds Mega Tip 30 en stond totaal drie weken genoteerd.
Ook in België werd de Vlaamse Radio 2 Top 30 niet bereikt. De single stond een aantal weken in de tipparade(s), maar daar bleef het bij. In de Vlaamse Ultratop 50 stond de single in 1993 slechts één week genoteerd en wel op de 42e positie.

### NPO Radio 2 Top 2000
| Nummer met noteringen in de NPO Radio 2 Top 2000 | '15  | '16 | '17 | '18 | '19 | '20 | '21 | '22 | '23 | '24 |
| ------------------------------------------------ | ---- | --- | --- | --- | --- | --- | --- | --- | --- | --- |
| I’m Gonna Be (500 Miles)                         | 1911 | 436 | 350 | 280 | 254 | 234 | 274 | 290 | 273 | 327 |

1. ↑  Een vetgedrukt getal geeft de hoogste notering aan.
2. ↑  2015 was het eerste jaar met een notering voor dit nummer.

## Covers
Andere artiesten probeerden een graantje mee te pikken van het succes, waaronder de Belgische band Filet d'Anvers, die het zong onder de titel As kik zat ben. Andere artiesten als Andreas Gabalier en Alexander Rybak zongen het onder 500 Miles, Montanya onder Siebenmeilentiefel.